# Герб на Израел
Герб на Израел (на иврит: סמל מדינת ישראל, на романизиран: Sēmel Medīnat Yīsrāʾēl; на персийски: شعار دولة إسرائيل, на романизиран: Shiʾeer Dawlat ʾIsrāʾīl) изобразява храмова менора, заобиколена от маслинени клонки с надпис „Израел“ на иврит (ישראל‎) под него. Въпреки че обикновено е в синьо и бяло, гербът се появява в алтернативни цветови комбинации в зависимост от употребата, като например на официалния президентски флаг (вижте по-долу).

## История
Държавата Израел приема символа след конкурс за дизайн, проведен през 1948 г. Дизайнът се основава на печелившата работа, подадена от предложението на братята Габриел и Максим Шамир, с елементи, взети от други предложения, включително записи от Оте Валиш, W. Struski, Итамар Давид, Йерахмиел Шехтер и Уили Уинд, чиято работа спечелила първия конкурс за дизайн. Гербът е официално приет на 10 февруари 1949 г.

## Значение и употреба
Изображението, използвано върху герба, се основава на изображение на менората върху арката на Тит. Менората е била използвана в древния храм в Йерусалим и е символ на юдаизма от древни времена. Тя символизира универсалното просветление, въз основа на това, което е написано в Исая 60: „Народите ще дойдат при твоята светлина и царе при блясъка на твоята зора“. Изображението може също да се основава на видението на библейския пророк Захария, глава 4, където той описва менора, оградена от две маслинови дървета, по едно от всяка страна.
- Официален флаг на президента на Израел
- Печатът на Мосад съдържа менората от герба
- Гербът върху израелския биометричен паспорт
- Пощенска марка за Деня на независимостта 1955 г.
- Знаме и герб на Израел върху банери, които украсяват къща в Деня на независимостта на Израел.